# Josimar
Josimar Higino Pereira, meglio noto solo come Josimar (Rio de Janeiro, 19 settembre 1961), è un ex calciatore brasiliano, di ruolo Difensore.
Anche suo figlio Josimar Jr. è calciatore.

## Caratteristiche tecniche
Abile sia in fase difensiva sia in quella offensiva, oltre a una buona vena realizzativa.

## Carriera

### Club
Terzino o esterno destro, iniziò la carriera nel Botafogo, dove giocava senza contratto, con cui fece anche l'esordio da professionista nel 1981: nella squadra biancostellata trascorse 8 stagioni, vincendo il campionato carioca (dello Stato di Rio de Janeiro) nella sua ultima stagione nel club (1989). Spese le due stagioni successive nel Flamengo e, nel 1991, al Internacional di Porto Alegre. Non mancò anche una stagione intermedia in Europa, negli spagnoli del Siviglia. Terminò la sua carriera a fine anni novanta dopo aver giocato anche in squadre boliviane e venezuelane.

### Nazionale
Convocato da Telê Santana per la prima volta nel 1984 nella Seleção brasiliana, Josimar ebbe il suo momento di maggior notorietà nel campionato del mondo 1986 in Messico, nel corso del quale giocò da titolare e mise a segno entrambi i goal della sua carriera in Nazionale, contro l'Irlanda del Nord nella fase a gironi e contro la Polonia agli ottavi di finale. Nel 1989 fu anche campione sudamericano, avendo vinto la Coppa America nella finale contro l'Uruguay.

## Palmarès

### Nazionale
- Coppa America:

Brasile 1989

### Individuale
- Equipo Ideal de América: 1

1986
- All star Team dei Mondiali : 1

1986